# Gouvernement Padacké I
IIIe République
Kalzebé Padacké II
Le gouvernement Albert Pahimi Padacké (1) est le gouvernement de la république du Tchad du 16 février 2016 au 8 août 2016.

## Composition
La composition est la suivante
| Portefeuille | Nom | Nom                          | Parti          |
| --- | --- | ---------------------------- | -------------- |
| Premier ministre |     | Albert Pahimi Padacké        | RNDT-Le Réveil |
| Ministre des Affaires étrangères de l’intégration africaine et de la coopération internationale                           |     | Moussa Faki Mahamat          | MPS            |
| Ministre des Infrastructures du Désenclavement et du Transport                                                            |     | Adoum Younoussmi             |                |
| Ministre du Plan et de la Perspective                                                                                     |     | Mariam Mahamat Nour          | MPS            |
| Ministre des Postes et des Nouvelles technologie de l’information                                                         |     | Daoussa Deby Itno            |                |
| Ministre de l’Administration du territoire                                                                                |     | Mahamat Ali Hassane          |                |
| Ministre de la Sécurité publique et de l’Immigration                                                                      |     | Ahmat Mahamat Bachir         |                |
| Ministre de la Justice et des Droits de l’homme                                                                           |     | Youssouf Abbasala            |                |
| Ministre des Finances et du Budget                                                                                        |     | Mahamat Alamine Bourma Treye |                |
| Ministre de la Communication, porte-parole du gouvernement                                                                |     | Moustapha Ali Alifei         |                |
| Ministre de la Femme de l’Action sociale et de la Solidarité nationale                                                    |     | Ngarmbatna Carmel Sou IV     |                |
| Ministre de l’Education Nationale                                                                                         |     | Ahmat Khazali Acyl           |                |
| Ministre délégué à la Présidence de la République charge de la Défense Nationale, des Anciens combattants et de la Guerre |     | Benaindo Tatola              |                |
| Ministre de la Santé publique                                                                                             |     | Hanssane Ngueadoum           |                |
| Ministre secrétaire général du gouvernement chargé des Relations avec l’Assemblée nationale                               |     | Abdoulaye Fadoul Sabre       |                |
| Ministre de l’Agriculture                                                                                                 |     | Gomdigue Baidi               |                |
| Ministre de l’Environnement et de la Pêche                                                                                |     | Brah Mahamat                 |                |
| Ministre de l’Élevage |     | Mahamat Almastour Hisseine   |                |
| Ministre de l’Économie et du Commerce                                                                                     |     | Djidi Bichara                |                |
| Ministre de la Fonction publique, du Travail et de l’Emploi                                                               |     | Abdelkerim Seid Bauche       |                |
| Ministre de l’Aviation civile et de la Météorologie nationale                                                             |     | Haoua Acyl                   |                |
| Ministre de l’Aménagement territoriale de l’Urbanisme, et de l’Habitat                                                    |     | Mbogo Selly                  |                |
| Ministre de la Formation professionnelle et des Petits métiers                                                            |     | Kosnadji Merci               |                |
| Ministre des Mines et de la Géologie                                                                                      |     | Adoum Hassane Arsine         |                |
| Ministre du Pétrole et de l’Énergie                                                                                       |     | Djerassem Lébémadjiel        |                |
| Ministre de l’Enseignement supérieur et de la recherche scientifique                                                      |     | Mackaye Hassane Taisso       |                |
| Ministre de l’Hydraulique                                                                                                 |     | Annour Haroun Oumar          |                |
| Ministre de la Culture et du Développement touristique                                                                    |     | Mahamat Annadif Youssouf     |                |
| Ministre de la Jeunesse et des Sports                                                                                     |     | Betel Miarom                 |                |
| Ministre délégué auprès du Premier ministre chargé de la Démocratie locale                                                |     | Adoum Nguemessou             |                |
| Secrétaire d’État aux Affaires étrangères                                                                                 |     | Madeleine Alingue            |                |
| Secrétaire d’Etat aux Finances                                                                                            |     | Habiba Sahoulba              |                |
| Secrétaire d’État aux Infrastructures, au Désenclavement et au Transport                                                  |     | Mahamat Hamid Koua           |                |
| Secrétaire d’État au plan                                                                                                 |     | Mahamat Alaou Taher          |                |
| Secrétaire d’État à la Santé publique                                                                                     |     | Dersou Kadbansou             |                |
| Secrétaire d’État à l’Enseignement supérieur                                                                              |     | Hissein Massar Hisseine      |                |
| Secrétaire d’État a l’Agriculture                                                                                         |     | Mahamat Ahmat Saleh          |                |
| Secrétaire d’État à l’éducation nationale                                                                                 |     | Singniabe Barnabase          |                |
| Secrétaire générale du gouvernement chargée des Relations avec l’Assemblée nationale                                      |     | Haoua Outhman Djame          |                |